# Apple Wallet
Apple Wallet (voorheen: Apple Passbook tot 2015) is een digitale opslagplaats van Apple. Met Apple Wallet kunnen gebruikers ID-kaarten, studentenkaarten, tickets en coupons bewaren.
In iOS 8.1 werd een mogelijkheid geintroduceerd om via Apple Pay betaalpassen en creditcards toe te voegen.

## Geschiedenis
Apple Passbook werd in juni 2012 aangekondigd tijdens de Apple Worldwide Developers Conference. In september 2012 werd Apple Passbook geintroduceerd in iOS 6. In september 2015 werd Passbook omgedoopt tot Apple Wallet met de introductie van iOS 9.